# 格拉蒂斯 (喬治亞州)
格拉蒂斯（英語：Gratis）是位於美國喬治亞州沃爾頓縣的一個非建制地區。該地的面積和人口皆未知。

## 地理
格拉蒂斯的座標為33°52′57″N 83°39′48″W / 33.88250°N 83.66333°W，而該地的平均海拔高度為250米（即820英尺）。